# Сердечная недостаточность
Серде́чная недоста́точность (лат. insufficientia cordis) — синдром, вызванный декомпенсированным нарушением функции миокарда. Проявляется увеличением объёма межклеточной жидкости и снижением перфузии органов и тканей. Патофизиологическая основа этого синдрома состоит в том, что сердце не может обеспечить метаболические потребности организма из-за нарушения насосной функции либо делает это за счет повышения конечно-диастолического давления в желудочках. У части больных с сердечной недостаточностью нет нарушения насосной функции, а клинические проявления возникают из-за нарушенного наполнения или опорожнения камер сердца. Дисфункция миокарда (систолическая или диастолическая) поначалу бывает бессимптомной и лишь затем может проявиться сердечной недостаточностью.
Сердечная недостаточность (СН) по левожелудочковому типу — это сердечная недостаточность, которая возникает при поражении и перегрузке левых отделов сердца, характеризующаяся клинической симптоматикой развившегося венозного застоя в малом круге кровообращения. Левожелудочковая недостаточность выброса проявляется снижением мозгового кровообращения (головокружение, потемнение в глазах, обмороки) и коронарного кровообращения (стенокардия), она характерна для аортальных пороков, ишемической болезни сердца, артериальной гипертонии, обструктивной кардиомиопатии.
СН по правожелудочковому типу — тип СН, характеризующийся недостаточным выбросом крови из правого желудочка в лёгочную артерию и застоем крови в большом круге кровообращения.
В зависимости от того, как быстро развивается сердечная недостаточность, её разделяют на острую и хроническую. Острая сердечная недостаточность может быть связана с травмами, действием токсинов, болезнями сердца и без лечения быстро может привести к летальному исходу.
Хроническая сердечная недостаточность развивается в течение длительного времени и проявляется комплексом характерных симптомов (одышка, утомляемость и снижение физической активности, отеки и др.), которые связаны с неадекватной перфузией органов и тканей в покое или при нагрузке и часто с задержкой жидкости в организме.
Сейчас в мире с синдромом сердечной недостаточности живут более 25 миллионов человек. В США в 2016 году смерти от сердечной недостаточности составили 9,3 процента от всей сердечно-сосудистой смертности. В России распространенность сердечной недостаточности выросла с 4,9 процента в 1998 до 10,2 процента в 2014.

## Классификация

### Классификация по степени тяжести
В зависимости от результатов физикального исследования определяются классы по шкале Killip:
- I (нет признаков СН),
- II (слабо выраженная СН, мало хрипов),
- III (более выраженная СН, больше хрипов),
- IV (кардиогенный шок, систолическое артериальное давление ниже 90 мм рт. ст)

### Классификация по В. Х. Василенко, Н. Д. Стражеско, Г. Ф. Ланга
Согласно этой классификации в развитии хронической сердечной недостаточности выделяют три стадии:
- I ст. (HI) начальная, или скрытая недостаточность, которая проявляется в виде одышки и сердцебиения только при значительной физической нагрузке, ранее не вызывавшей её. В покое гемодинамика и функции органов не нарушены, трудоспособность несколько понижена.
- II стадия — выраженная, длительная недостаточность кровообращения, нарушение гемодинамики (застой в малом круге кровообращения) при незначительной физической нагрузке, иногда в покое. В этой стадии выделяют 2 периода : период А и период Б.
- Н IIА стадия — одышка и сердцебиение при умеренной физической нагрузке. Нерезкий цианоз. Как правило, недостаточность кровообращения преимущественно по малому кругу кровообращения: периодический сухой кашель, иногда кровохарканье, проявления застоя в лёгких (крепитация и незвучные влажные хрипы в нижних отделах), сердцебиение, перебои в области сердца. В этой стадии наблюдаются начальные проявления застоя и в большом круге кровообращения (небольшие отеки на стопах и голени, незначительное увеличение печени). К утру эти явления уменьшаются. Резко снижается трудоспособность.
- Н IIБ стадия - одышка в покое. Вся объективная симптоматика сердечной недостаточности резко усиливается: выраженный цианоз, застойные изменения в лёгких, длительные ноющие боли, перебои в области сердца, сердцебиение; присоединяются признаки недостаточности кровообращения по большому кругу кровообращения, постоянные отеки нижних конечностей и туловища, увеличенная плотная печень (кардиальный цирроз печени), гидроторакс, асцит, тяжёлая олигурия. Больные нетрудоспособны.
- III стадия (Н III) — конечная, дистрофическая стадия недостаточности. Кроме нарушения гемодинамики, развиваются морфологически необратимые изменения в органах (диффузный пневмосклероз, цирроз печени, застойная почка и др.). Нарушается обмен веществ, развивается истощение больных. Лечение неэффективно.

## Патогенез
Снижение насосной функции сердца при ХСН ведет к вторичной активации симпатоадреналовой (СНС) и ренин-ангиотензин-альдостероновой систем (РААС) с одной стороны и вазопрессина (известного как антидиуретический гормон АДГ) и предсердных пептидов с другой стороны. Процесс опосредует периферическую и почечную вазоконстрикцию, обусловливающую снижение скорости клубочковой фильтрации, что вкупе с уже сниженным артериальным давлением заполнения ведет к вторичной активации РААС. Активация РААС дает увеличение секреции альдостерона, обеспечивая тем самым должное перфузионное давление в тканях за счет усиленной реабсорбции натрия и воды проксимальными трубочками нефрона.
Стимуляция высвобождения вазопрессина из задней доли гипофиза идет в ответ на активацию барорецепторов, реагирующих на снижение артериального давления заполнения. Повышение уровня АДГ ведет к миокардиальному фиброзу, гипертрофии и вазоконстрикции, а также к увеличению реабсорбции воды в собирательных трубочках нефронов, несмотря на уже имеющуюся перегрузку сердца объемом циркулирующей крови в виде растяжения ткани предсердий и низкой плазменной осмоляльности.
Патогенетически водно-электролитный гомеостаз находится главным образом под контролем почечной регуляции, являющейся наиболее уязвимым местом натрий-калиевого гомеостаза. Клинические эффекты высвобождения АДГ — это жажда и увеличение потребления воды. Ангиотензин II также вносит свою лепту, стимулируя мозговой «центр жажды» и способствуя высвобождению АДГ. В физиологических условиях гиперактивация нейромедиаторных систем исключается разнонаправленностью их действия, а при ХСН возникают условия для возникновения отеков, на фоне гипотонии и гипоосмоляльности. По экспериментальным данным были отмечены различные механизмы, лежащие в основе активации РААС и СНС с одной стороны и системы вазопрессина и предсердных пептидов с другой стороны
Транзиторное снижение почечной функции и непосредственно почечное повреждение неизбежно способствуют повышению уровня калия, нивелируемое до поры до времени принимаемыми петлевыми или тиазидными диуретиками. Однако предпочтительнее будет выбор, сделанный в пользу препарата Торасемида, который по сравнению с Фуросемидом способствует меньшей активации РААС и опосредует меньшее выведение калия из организма.

### Острая сердечная недостаточность
Острая сердечная недостаточность (ОСН), являющаяся следствием нарушения сократительной способности миокарда и уменьшения систолического и минутного объёмов крови, проявляется крайне тяжелыми клиническими синдромами: кардиогенным шоком, отеком лёгких, острой почечной недостаточностью.
Острая сердечная недостаточность чаще бывает левожелудочковой и может проявляться в виде сердечной астмы, кардиогенного отёка лёгких или кардиогенного шока.

## Следствия сердечной недостаточности
Преимущественная недостаточность левого желудочка сердца протекает с застоем крови в малом круге кровообращения. В крови скапливается большое количество углекислого газа (что сопровождается не только одышкой, цианозом, но и кровохарканьем и т. д.), а правого желудочка — с застоем в большом круге кровообращения (одышка, отёки, увеличенная печень). В результате сердечной недостаточности возникают гипоксия органов и тканей, ацидоз и другие нарушения метаболизма.

## Лечение

### Базовое немедикаментозное лечение[7]
Базовая немедикаментозная терапия сердечной недостаточности состоит из ряда общих мероприятий, направленных на снижение нагрузки на сердце и предотвращение дальнейшего повреждения миокарда:
- Ограничение потребления жидкости (не более 2 литров в сутки)
- Уменьшение потребление жирного и снижение веса
- Уменьшение количества потребления соли (не более 6 грамм в сутки, а при декомпенсации не более 3 грамм)
- Диета с высоким содержанием калия (но не при сопутствующей выраженной ХБП!)
- Ограничение или отказ от употребления алкоголя и табака
- Физические упражнения, адаптированные к степени сердечной недостаточности
- Контроль сердечно-сосудистых факторов риска

### Лечение острой сердечной недостаточности
Острая сердечная недостаточность требует принятия экстренных мер по стабилизации кровообращения (гемодинамики). В зависимости от причины, вызвавшей недостаточность кровообращения, принимают меры, направленные на повышение (стабилизацию) артериального давления, нормализацию сердечного ритма, купирование болевого синдрома (при инфарктах). Дальнейшая стратегия подразумевает лечение заболевания, вызвавшего недостаточность.